# Municipio de Espinal
El Municipio de Espinal es un municipio que se encuentra ubicado en la zona central del estado de Veracruz en la región Totonaca, pertenece a uno de los 212 municipios de la entidad. Está ubicado en las coordenadas 20°15” latitud norte y 97°24” longitud oeste, y cuenta con una altura de 100 m s. n. m.
El municipio lo conforman 32 localidades en las cuales habitan 24,823 personas.
Sus límites son:
Norte: Coatzintla y Papantla.
Sur: Zozocolco de Hidalgo y el estado de Puebla.
Este: Papantla.
Oeste: Coyutla y Coxquihui.
Espinal es un municipio con un clima básicamente cálido y húmedo por la zona donde se encuentra, tiene abundantes lluvias en verano y algunas a principios de otoño.
El municipio de Espinal  tiene sus celebraciones el 19 de marzo, donde se lleva a cabo la celebración en honor de san José, que es el Santo Patrono del Pueblo.  Uno de los principales atractivos turísticos es el río Tecolutla, famoso por su belleza y esplendor.

## Presidentes municipales
EXPRESIDENTES:
León Humberto Pérez Candanedo, a.k.a. "El Chulo", 2018-2021
Evencio Tovar Vázquez 2014-2017
Salvador Lammglia Masip 2011-2013
Pastor Tovar Vázquez 2008-2010
Armando Gerardo Garrido Lemini 2005-2007
Evencio Tovar Vázquez 2001-2004
Armando Gerardo Garrido Lemini 1998-2000
José A Gutiérrez Hinojosa 1995-1997
Rosa Ma. Rodríguez Cruz 1992-1994
Pastor Fajardo Lafarja 1989-1991
Emiliano López Cruz 1986-1988
Salomón Martínez Arroyo 1983-1985

## Creación de la monedatúmin
En este municipio se creó la moneda túmin, que en totonaca significa dinero. Se usa como alternativa al dinero convencional

## Comunidades
- Entabladero
- Ojo de Agua
- Buena Vista
- Chapultepec
- Cinco de Octubre
- Colonia Cuauhtémoc
- Colonia Guadalupe de Hidalgo
- Colonia Mediodía
- El Ermitaño
- El Pacífico
- El Peñón
- El Zapotal
- Garranchos
- Guadalupe
- La Luna
- La Noria
- Ojito Nuevo
- Oriente Medio
- Poza Larga Miradores
- Santa Isabel
- Zacate Limón
- Zapote Chico
- San leonceo jamaya